# Nicolas Charles Victor Oudinot

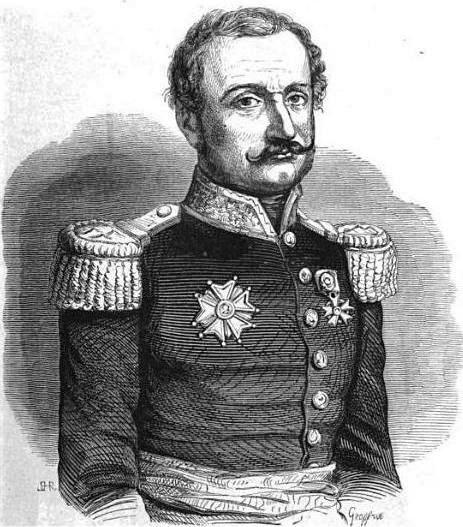
Nicolas Charles Victor Oudinot

Nicolas Charles Victor Oudinot (* 3. November 1791 zu Bar-le-Duc; † 7. Juli 1863 ebenda) war Herzog von Reggio und französischer General.

## Leben
Nicolas Charles Victor Oudinot wurde als ältester Sohn des späteren Marschalls Charles Nicolas Oudinot geboren. Napoleon I. ernannte ihn 1805 beim Kongress in Erfurt zu seinem ersten Pagen, als welcher er am Feldzug des Kaisers von 1809 teilnahm. Hierauf trat er als Leutnant in das fünfte Husarenregiment ein und war während der Kämpfe in Portugal Adjutant Massénas. 1811 nach Frankreich zurückgekehrt, wurde er Mitglied der kaiserlichen Garde und nahm bis 1814 an den Feldzügen Napoleons in Russland, Deutschland und Frankreich teil. Als Napoleon in Fontainebleau abdankte, beförderte er Oudinot noch zum Colonel. Da Oudinot sich während der Hundert Tage nicht für den zurückgekehrten Kaiser erklärte, wurde er nach der zweiten Restauration von Ludwig XVIII. als Colonel bestätigt. Er führte das 1er régiment des chasseurs à pied de la garde (1. Gardejägerregiment zu Fuß) und organisierte später die Kriegsschule zu Saumur. 1824 zum Maréchal de camp erhoben, erhielt er ein Brigade-Kommando. Nach der Julirevolution von 1830 zog er sich ins Privatleben zurück.
Um seinen jüngeren Bruder Auguste zu rächen, der als Kommandeur eines Kavallerieregiments am 26. Juni 1835 bei Mulay Ismail in Algerien gefallen war, trat Oudinot wieder in den Militärdienst ein. Er ging nach Nordafrika und bekam den Oberbefehl der ersten Brigade des gegen Maskara operierenden Korps. Schwer verwundet kehrte er nach Frankreich zurück und wurde zum Lieutenant général ernannt.
Seit 1842 war Oudinot Mitglied der Deputiertenkammer, wo er mit Thiers stimmte. Er schloss sich der Februarrevolution 1848 an und wurde vom Département Maine-et-Loire in die konstituierende Versammlung gewählt, wo er Mitglied des Kriegskomitees war. Im April 1848 wurde er zum Kommandeur der Alpenarmee ernannt. Er erhielt im April 1849 den Oberbefehl der für den Kirchenstaat bestimmten Interventionsarmee, landete am 25. April in Civitavecchia und eroberte am 2. und 3. Juli das von Garibaldi verteidigte Rom. Am 18. August 1849 wurde er abberufen. In der Nationalversammlung gehörte er bis 1851 den Bonapartistenpartei an und stimmte mit dieser für die Verfassungsrevision, ging dann aber zu den Orléanisten über. Er ließ sich von den 200 Deputierten, welche gegen den Staatsstreich vom 2. Dezember 1851 protestierten, zum Kommandeur der Truppen gegen Napoléon III. ernennen und wurde daher auf dessen Befehl verhaftet, doch bereits am 8. Dezember wieder in Freiheit gesetzt.
Oudinot, der auch volkswirtschaftliche und militärische Schriften verfasste, lebte nun auf seinem Landsitz bei Bar-le-Duc und starb dort am 7. Juli 1863 im Alter von 71 Jahren.